# Kaufmännische und Hauswirtschaftliche Schulen Donaueschingen
Die Kaufmännischen und Hauswirtschaftlichen Schulen Donaueschingen (kurz: KHS) sind eine berufsbildende Schule in Donaueschingen, deren Wurzeln bis in das Jahr 1878 zurückreichen. Die KHS befindet sich in Trägerschaft des Schwarzwald-Baar-Kreis und versteht sich als IT-Stützpunktschule. Aufgrund der finanziellen Unterstützung durch den Schulträger und dem Engagement des Lehrerkollegiums avancierte die KHS zu einem regionalen Wegbereiter der Digitalisierung auf der Baar. Untermauert wird dieses Selbstverständnis durch die Teilnahme am Cisco Networking Academy Program (CNAP). Derzeit werden 462 Lernende in Vollzeitklassen und 385 Berufsschülerinnen und -schüler in den beruflichen Profilen Wirtschaft und Hauswirtschaft unterrichtet.

## Geschichte
Nachdem 1874 im Großherzogtum Baden der Besuch der sogenannten Fortbildungsschule für alle Entlassschüler verpflichtend erlassen worden ist, führte man am 3. November 1878 in Donaueschingen auch den Fortbildungsschulunterricht für Mädchen ein. Die Stadt stellte dafür in der ehemaligen Mädchenschule, heute Schulstraße 6, eine Schulstube zur Verfügung. Der Fortbildungsunterricht für Mädchen markiert den Beginn der Hauswirtschaftsschule.
In der Mädchenschule wurde eine Küche eingerichtet, so dass am 1. Mai 1894 der fachpraktische Unterricht aufgenommen werden konnte. Auf Anregung des Vereins für Schutz und Förderung von Handel und Gewerbe leitete der Gemeinderat 1998 die nötigen Schritte zur Errichtung eines besonderen Handelskurses ein.
Infolge des enormen Aufschwungs von Handel und Industrie wurde im Frühjahr 1900 an der Gewerbeschule, Max-Egon-Straße 16/Ecke Hermann-Fischer-Allee, eine eigene Abteilung für den Fachhandel eingerichtet. 1909 zog die Fortbildungsschule für Mädchen ins Kellergeschoss der neuen Volksschule um (heute Heinrich-Feursteinschule). 1911 wurde ein staatlich geprüfter Handelslehrer eingestellt. Fortan gab es getrennten Unterricht von Handels- und Gewerbeschülern. 1921 wurde die Handelsschule zur selbständigen Anstalt erhoben (kaufmännische Berufsschule). 1935 wurde die Höhere Handelsschule (heute kaufmännische Berufsfachschule) gegründet. Die Handelsschule und die Höhere Handelsschule zogen in das Gebäude in der Augustastr. 13 um (heute Augustastr. 15) um. 1939 ging die Sachverwaltung der Handelsschule (116 Schüler) und der Höheren Handelsschule (47 Schüler) von der Stadt auf den Landkreis über. Am 24. Januar 1946 wurde der Unterricht an den Handelslehranstalten nach einjähriger Unterbrechung wieder aufgenommen.
1948 wurde aus der Fortbildungsschule für Mädchen die dreijährige Hauswirtschaftliche Berufsschule. Als Räumlichkeit diente das Kellergeschoss in der Irmastr. 1. 1964 zog die Hauswirtschaftliche Berufsschule (Hauswirtschaftsschule) in die Räume des ehemaligen Gymnasiums (Lyzeum), Schulstr. 11, um und teilten sich diese mit der dort befindlichen Gewerbeschule. 1965 besuchten 446 Schüler in 15 Klassen die Handelslehranstalten in der Augustastraße. Am 4. Oktober 1965 wurde der Neubaus der Handelslehranstalten (C-Gebäude), Eichendorffstr. 21 bezogen. 1967 zog die Hauswirtschaftsschule in das neue Schulhaus (A-Gebäude), Eichendorffstraße 19. Sämtliche haus- und landwirtschaftlichen Berufsschulen des ehemaligen Landkreises Donaueschingen wurden nach und nach aufgelöst und in die Land- und Hauswirtschaftlichen Berufs- und Berufsfachschulen Donaueschingen eingegliedert. Die Landwirtschaftliche Berufsschule blieb zusammen mit der Gewerbeschule am alten Standort, Schulstraße 11, die Hauswirtschaftliche Berufsschule war vollständig am neuen Standort in der Eichendorffstraße. Für Jugendliche ohne Ausbildungsverhältnis wurden dreijährige Jungarbeiterklassen eingerichtet. 1968 wurde die zweijährige hauswirtschaftliche Berufsfachschule (2BFH) eingerichtet. 1971 begann der Aufbau des Wirtschaftsgymnasiums. 1972 wurden IT-Klassen (Informatik- und Datenverarbeitungsklassen) eingerichtet.
Am 15. November 1979 wurde der Erweiterungsbaus (B-Gebäude) der Hauswirtschaftlichen Berufs- und Berufsfachschulen nach den Plänen des Architekten Harry Ludszuweit eingeweiht. Das neue Schulgebäude schmücken zwei Wandinstallationen des berühmten deutschen Malers, Bildhauers und Glasmalers Emil Kiess. 1983 wurde das einjährige hauswirtschaftliche Berufsvorbereitungsjahr (BVJ) eingeführt.
1991 wurden die Hauswirtschaftlichen Schulen zur KHS fusioniert. Formal erfolgte eine Versetzung der Kolleginnen und Kollegen von den Hauswirtschaftlichen Schulen in die Kaufmännischen und Hauswirtschaftlichen Schulen (KHS) zum 1. August 1991. Erstmals wurde Fachkräfte für Lagerwirtschaft/Lagerlogistik ausgebildet. 2000 wurde eine Gemeinschaftsproduktion von Theater und Musik von Lehrern und Schülern in den Donauhallen unter der Regie von Brent McCall und Georg Egender: Ödipus aufgeführt. 2002 wurde mit Cisco eine Kooperation geschlossen und ein Local Cisco Academy eingerichtet. 2004 wurde das Berufsvorbereitungsjahrs in Kooperation mit Förderschulen (KOOP BVJ) eingerichtet. 2007 wurde das Hauswirtschaftliche Berufseinstiegsjahrs (BEJ) eingerichtet. 2008 wurde das schulische Angebot um ein kaufmännisches BVJ und BEJ erweitert. 2009 wurde die Cafeteria und der Fitnessraum, 2010 die Schülerbibliothek eröffnet. 2011 nahm die KHS am Schulversuch Literatur und Theater an Beruflichen Gymnasien teil. Die pädagogische Arbeit an der KHS wurde durch die Einführung des Pädagogischen Diensts, der Schulsozialarbeit und eines Ganztageskonzepts für das BEJ unterstützt.
2012 wurde die erste Fremdevaluation durchgeführt und die Schülergenossenschaft KHS Mensa eSG Donaueschingen gegründet. Am 16. Oktober 2013 wurde der neue Schulhof durch Landrat Sven Hinterseh eingeweiht und das neue Profil Internationale Wirtschaft (WGI) eingeführt. 2014 erfolgte eine Teilnahme an den Schulversuchen Individuelle Förderung im WG und BFPE in der zweijährigen Berufsfachschule. Es wurde ein Pädagogischer Tag mit Andreas Müller, dem Gründer und Leiter des Instituts Beatenberg in der Schweiz, durchgeführt. 2018 nahm die KHS am Tablet-Projekt des Ministeriums für Kultus, Jugend und Sport Baden-Württemberg mit der Berufsfachschule pädagogische Erprobung (BFPE) teil.

## Heutiges Profil
Kaufmännische Berufsschule, mit den Ausbildungsberufen:
- IT-Kaufmann
- Mathematisch-Technische-Softwareentwickler (MATSE)
- Industriekaufmann
- Einzelhandelskaufmann
- Fachkraft für Lagerlogistik
- Verkäufer
- Lagerist

Wirtschaftsgymnasium:
- Profil Wirtschaft (WGW)
- Profil internationale Wirtschaft (WGW)

Berufskolleg:
- Wirtschaft (BKW)
- Ernährung und Erziehung (BKEE)

Berufsvorbereitung:
- Berufsfachschule pädagogische Erprobung (BFPE)
  - Profil Wirtschaft
  - Profil Hauswirtschaft
- Vorqualifizierungsjahr Arbeit/Beruf (VAB)

Das KHS-Kolleg e.V. als Förderverein der KHS Donaueschingen wurde 2004 durch den damaligen Schulleiter Frank Kühn gegründet. Über den Status der Gemeinnützigkeit will der Förderverein die Zuwendungen der öffentlichen Hand ergänzen. Darüber hinaus wird durch die Vereinsarbeit auch die Verbindung zwischen ehemaligen und aktiven Schülern sowie deren Familien gefestigt und die pädagogische Arbeit der Schule durch zahlreiche Spenden unterstützt. Vorsitzender des Vereins ist derzeit der Lehrer Mark Bratl.

## Bekannte Lehrer und Schüler
- Brent McCall (* 1940; † 2019), Komponist, Lehrer
- Christian Metz, Geschäftsführer und Managing Director, METZ CONNECT, Schüler (Abitur 2001)
- Matthias Kramer, Gründer und Geschäftsführer, Lizza GmbH (Abitur 2005)
- Felix Ewald (* 1988), Geschäftsführer, DyeMansion GmbH, Schüler (Abitur 2008)
- Simon Straetker (* 1993), Filmemacher, Fotograf und Umweltaktivist, Schüler (Abitur 2010)